# Neda
Neda – gmina w Hiszpanii, w prowincji A Coruña, w Galicji, o powierzchni 24,46 km². W 2011 roku gmina liczyła 5422 mieszkańców.